# Арпахшад (син Сима)
Арпахшад — син Сима, онук Ноя, який народився через два роки після Всесвітнього потопу, коли його батькові виповнилося сто років . Скоріш за все, нащадками Арпахшада були халдеї. Онуком Арпахшада був Евер, який традиційно вважається предком євреїв. Арпахшад народився через два роки після Всесвітнього потопу та коли Симові виповнилося 100 років (Бут. 11:10-13). У 35 років став батьком Шелаха. Він прожив 438 років. У Євангелії від Луки названий Арфаксад - батько Каїнама (Лк. 3:36).